# Ursula Haubner
Ursula Haubner (Bad Goisern am Hallstättersee, 22 dicembre 1945) è una politica austriaca, sorella maggiore dell'ex presidente del FPÖ e del BZÖ Jörg Haider.
È un'alta dirigente del BZÖ, come in precedenza lo è stata dell'FPÖ.

## Biografia
È nata a Bad Goisern, Austria, da una famiglia di 
convinti nazisti. Il padre a soli quindici anni si iscrisse all'allora illegale Partito nazista austriaco (DNSAP), trasferendosi poi in Germania per entrare nella Legione austriaca affiliata alle SA; ritornò poi in Austria per partecipare al fallito putsch nazista del luglio 1934 contro il governo di Dolfuss. Dopo l'Anschluss del 1938, il padre, iscrittosi allo NSDAP, ricoprì la carica di responsabile giovanile regionale del Fronte tedesco del lavoro (DAF) a Linz. La madre era stata una dirigente (Führerin) della Lega delle ragazze tedesche. Nel dopoguerra entrambi i genitori vennero sottoposti al, peraltro blando, processo di denazificazione austriaco. Vennero giudicati "Minderbelastet" cioè nazisti con basso livello di responsabilità, subendo un breve periodo di ostracismo professionale.
Insegnante e dirigente di partito, nel 2005 Ursula Haubner è stata nominata Ministro per gli Affari Sociali della Repubblica Austriaca, sostituendo nel ruolo il collega di partito Herbert Haupt (cui era già succeduta come Presidente del FPÖ nel giugno 2004).
Ursula Haubner è stata una dei leader del gruppo degli "scissionisti" della FPÖ che, sotto la guida di suo fratello Jörg Haider, nell'aprile 2005 fuoriuscì dal partito per fondare la BZÖ.
Dal 1991 al 2003 è stata assessore comunale a Bad Hall mentre dal 2003 ne è consigliere comunale.
Dal 2006 al 2013 è stata una parlamentare del BZÖ.

## Decreto Haubner
Una forte atmosfera di scontro politico e sociale accolse nel 2006 l'emanazione da parte del ministro degli Affari sociali Haubner del cosiddetto decreto Haubner sugli aiuti all'infanzia.
Con il supplemento al Decreto Haubner del 3 agosto 2006, i figli di stranieri legalmente residenti in Austria avrebbero perso, o non sarebbero state loro concesse retroattivamente, diverse mensilità di assegni di assistenza all'infanzia, di assegni familiari e parte dei benefici dell'assistenza sociale. Varie proteste pubbliche fecero seguito alla notizia rilasciata dalla stazione radio Ö1 (Austria 1). Enti di beneficenza, le Chiese cattolica (l'arcivescovo di Vienna, cardinale Christoph Schönborn) e protestante, il Partito Socialdemocratico austriaco (SPÖ), i Verdi e il presidente federale Heinz Fischer richiesero l'immediata abrogazione del decreto.. Adducendo il ministro Haubner trattarsi di una semplice svista che, tuttavia, non era in grado di colmare dato che, secondo le disposizioni vigenti, il suo decreto non poteva essere ritirato, un decreto di modifica venne approvato il 15 dicembre 2006 in Parlamento con i voti di SPÖ, del Partito Popolare Austriaco (ÖVP) e dei Verdi. 
Inoltre i Verdi presentarono una mozione di censura nei confronti del ministro degli Affari sociali, mozione che fu tuttavia respinta dalla maggioranza del parlamento.

## Vita privata
È sposata, ha due figlie e cinque nipoti.